# Jules Le Mière
Pour les articles homonymes, voir Le Mière.
Jules Le Mière, né le 16 décembre 1911 à Octeville, dans la Manche, mort le 18 décembre 1977 à Lanildut (Finistère), est un officier des Forces françaises libres pendant la Seconde Guerre mondiale, Compagnon de la Libération. Il se distingue particulièrement lors de la campagne de Tunisie, de la campagne d'Italie, et après le débarquement en Provence.

## Biographie

### Engagé dans l'infanterie
Bien que né en Normandie en 1911, c'est à Brest que Jules Le Mière s'engage en 1932 au 2e régiment d'infanterie coloniale (2e RIC).
Il sert en Annam, au 10e régiment mixte d'infanterie coloniale (10e RMIC), de novembre 1933 jusqu'en mai 1936. Promu sergent, il est affecté en 1937 au régiment de tirailleurs sénégalais du Tchad (RTST).

### Rejoint la France libre
Au début de la Seconde Guerre mondiale, Jules Le Mière est encore au Tchad avec le RTST. Au moment de l'armistice, il choisit de répondre à l'appel du général de Gaulle, et rejoint les rangs des Forces françaises libres. Il participe même au ralliement de l'Afrique-Équatoriale française à la France libre.
Avec le Bataillon de marche n° 1 (BM1), il prend part aux combats de la France libre, successivement au Gabon et au Moyen-Orient. En Syrie, il passe au bataillon de marche no 11 (BM 11) en septembre 1941, dans le cadre de la 1re division française libre, et participe avec eux à la campagne de Libye.

### Campagne de Tunisie, campagne d'Italie
Lors de la campagne de Tunisie, il s'illustre dans la nuit du 11 mai 1943 : il traverse un champ de mines avec ses hommes puis met un terme à la résistance ennemie. Ce fait d'armes lui vaut une première citation. 
Participant ensuite à la campagne d'Italie, il se distingue en ralliant et réorganisant les éléments pendant un assaut. Il reçoit pour cela une nouvelle citation.

### Débarquement en Provence, libération du territoire
Jules Le Mière prend part au débarquement en Provence le 17 août 1944. Il se distingue encore lors de la bataille du massif de l'Authion.
Promu sous-lieutenant, il reçoit le 10 avril 1945 la mission de vaincre une position ennemie sur le Giagiabella. Il y arrive malgré les difficultés du terrain et la résistance adverse. Une forte et nombreuse contre-attaque ennemie l'empêche de rester sur la position, mais il parvient à tenir la défense jusqu'à l'épuisement de ses munitions et la réception de l'ordre d'évacuation avec ses blessés.
Après la guerre, il est créé Compagnon de la Libération par le décret du 16 octobre 1945, et promu lieutenant. 

### Guerre d'Indochine
Jules Le Mière est nommé en Indochine en 1945, puis en Afrique-Équatoriale française en 1947. Il y reste jusqu'en 1950, puis retourne en 1951 en Indochine. Il y est promu capitaine, et se distingue pour la réussite de ses patrouilles nocturnes et de ses opérations de « nettoyage ». Il prend part avec succès à l'opération « Gazelle », à l'opération « Lorraine » en octobre-novembre 1952, et se distingue notamment à la bataille de Na San.
Ayant quitté l'Indochine en 1953, il est nommé pour un an en Allemagne. Affecté en 1955 en AEF, il y reste jusqu'en 1957, puis prend sa retraite en 1959.
Capitaine de réserve, il se retire en Bretagne, où il s'installe au nord-ouest du Finistère, à Lanildut, en 1960,. Il y préside l'association locale des FFL.
Jules Le Mière est mort le 18 décembre 1977 à Lanildut (Finistère). Il y est enterré,.

## Distinctions
- Officier de la Légion d'honneur
- Compagnon de la Libération par décret du 16 octobre 1945
- Croix de guerre 1939-1945 (4 citations)
- Croix de guerre des Théâtres d'opérations extérieurs (1 citation)
- Médaille de la Résistance française par décret du 26 avril 1946[5]
- Médaille commémorative des services volontaires dans la France libre
- Insigne des blessés militaires